# Газоразрядный индикатор

Газоразрядный индикатор GN-4 на десять цифр

Газоразрядный индикатор — ионный прибор для отображения информации, использующий тлеющий разряд. По сравнению с единичным индикатором — неоновой лампой — обладает более широкими возможностями. Для изготовления отображающего устройства заданной сложности газоразрядных индикаторов потребуется меньше, чем потребовалось бы для сопоставимого по сложности устройства единичных неоновых ламп.

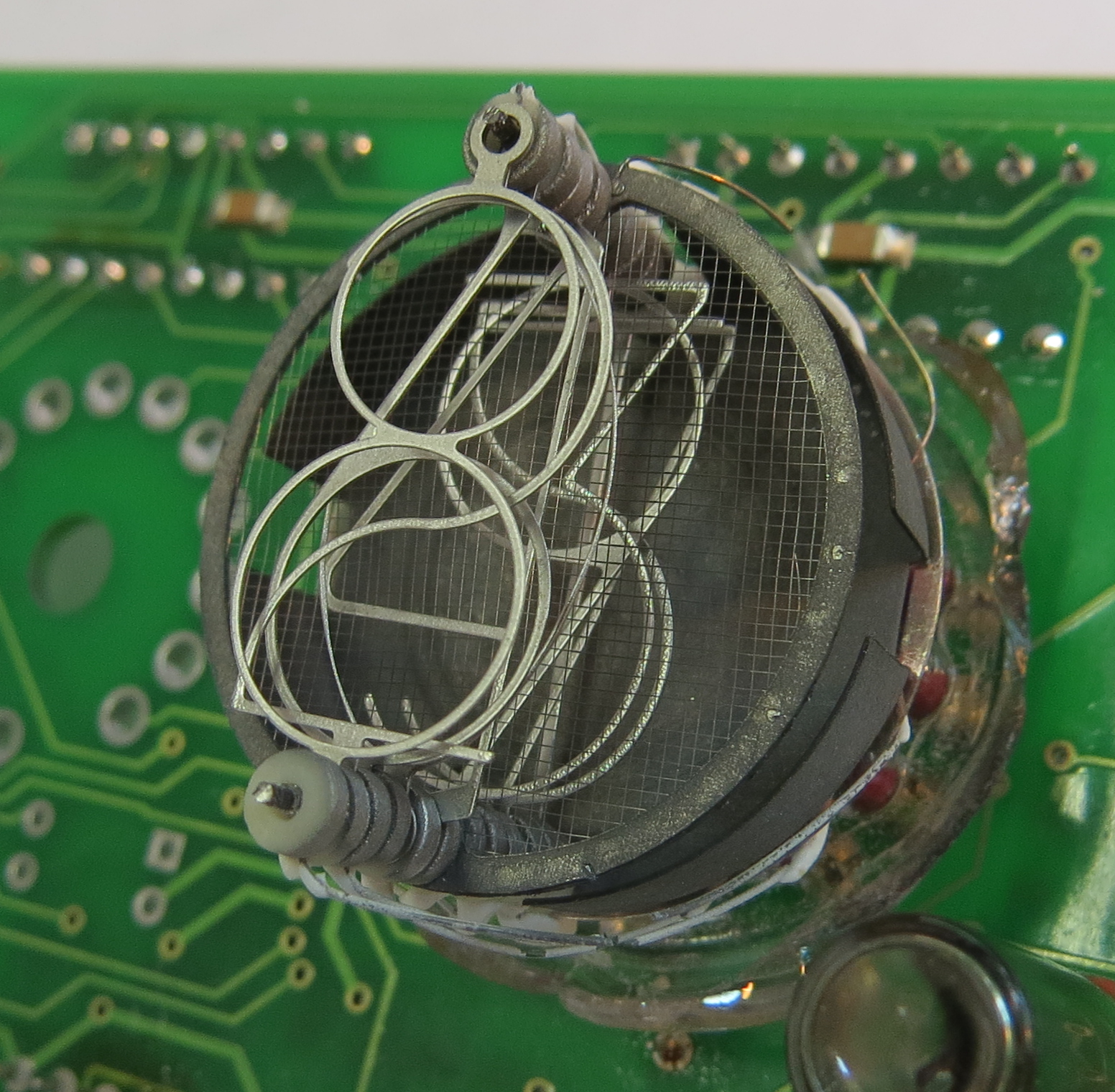
Внутреннее устройство газоразрядного индикатора

Наиболее известными среди газоразрядных являются знаковые индикаторы типа «Nixie tube», каждый из которых состоит из десяти тонких металлических электродов (катодов), каждый из которых соответствует одной цифре или знаку, при этом они включаются индивидуально. Электроды сложены так, что различные цифры появляются на разных глубинах, в отличие от плоского отображения, в котором все цифры находятся на одной плоскости по отношению к зрителю. Трубка наполнена инертным газом неоном (или другими смесями газов). Когда между анодом и катодом прикладывается электрический потенциал от 120 до 180 вольт постоянного тока, вблизи катода возникает свечение.
Вольт-амперная характеристика газоразрядного индикатора схожа с вольт-амперной характеристикой неоновой лампы и обладает нелинейностью. Недопустимо подключение газоразрядного индикатора непосредственно к источнику напряжения. В большинстве случаев в качестве ограничителя тока используется балластный резистор.
Один из технических недостатков газоразрядного индикатора состоит в том, что цифры укладываются стопкой одна за другой, перекрывая друг друга. Кроме того, в случае редкого включения отдельных индикаторных катодов и активности других, частицы металла, распыляемого работающими катодами, оседают на редко используемых, что способствует их «отравлению». Существует метод восстановления отравленных катодов повышенным током.
Многоразрядный индикатор типа «Nixie tube» называется «пандикон». Помимо индикаторов типа «Nixie tube», существуют и газоразрядные индикаторы иных типов: линейные, сегментные («панаплекс») и другие.

## История
Первые газоразрядные индикаторы Nixie были разработаны в 1952 году братьями Haydu и позднее проданы фирме «Burroughs Business Machines». Название «Nixie» получилось от сокращения «NIX 1» — «Numerical Indicator eXperimental 1» («цифровой индикатор экспериментальный, разработка 1»). Название закрепилось за всей линейкой подобных индикаторов и стало нарицательным. В частности, советские индикаторы ИН‑14 в зарубежных каталогах записывают как «IN‑14 Nixie».
С начала 1950-х до 1970-х годов индикаторы, построенные на газоразрядном принципе, были доминирующими в технике. Позже они были заменены вакуумно-люминесцентными, жидкокристаллическими дисплеями и светодиодными индикаторами и стали довольно редки сегодня. В настоящее время большинство наименований газоразрядных индикаторов больше не производится.
Газоразрядные индикаторы использовались в калькуляторах, в измерительном оборудовании, в первых компьютерах, в аэрокосмической технике и подводных лодках, в лифтовых указателях и для отображения информации на фондовой бирже Нью-Йорка.
Некоторые исследователи полагают, что примерно за 10 лет до изобретения индикатора типа «Nixie tube» был разработан аналогичный по конструкции прибор под названием «индитрон». Авторы данного изобретения совершили ошибку, не использовав отдельный анод вообще. Для того, чтобы «засветить» в таком индикаторе ту или иную цифру-катод, на неё требовалось, как и в обычном газоразрядном индикаторе, подавать отрицательный потенциал. А вот положительный потенциал подавали на соседнюю цифру — она и становилась на время анодом. Понятно, что управлять таким индикатором довольно трудно, а отсутствие сетчатого анода, не пропускающего распыляемые с катодов частицы металла к передней стенке баллона, приводило к быстрому её помутнению. «Индитрон» был забыт, и газоразрядный индикатор вскоре пришлось изобретать заново. Выжило необычных приборов совсем немного.

### Возрождение

При желании на газоразрядных индикаторах можно выполнить не только часы, но и календарь.

За последние годы популярность газоразрядных индикаторов возросла из-за их необычного антикварного вида. В отличие от ЖК, они излучают мягкий неоновый оранжевый или фиолетовый свет. Несколько компаний предлагают часы и иные конструкции, в которых используются газоразрядные индикаторы. Для корпусов таких часов применяется дерево, сталь, акриловый пластик. Как правило, такие часы обладают небольшим функционалом и несут чисто эстетическую функцию.
Но не стоит думать, что такие часы обязательно дороги. Радиолюбитель средней квалификации, знакомый с правилами техники безопасности при работе с электроустановками до 1000 В, по представленным на многочисленных сайтах описаниям без особого труда изготовит похожие часы самостоятельно при значительно меньших затратах.

## Советские газоразрядные индикаторы

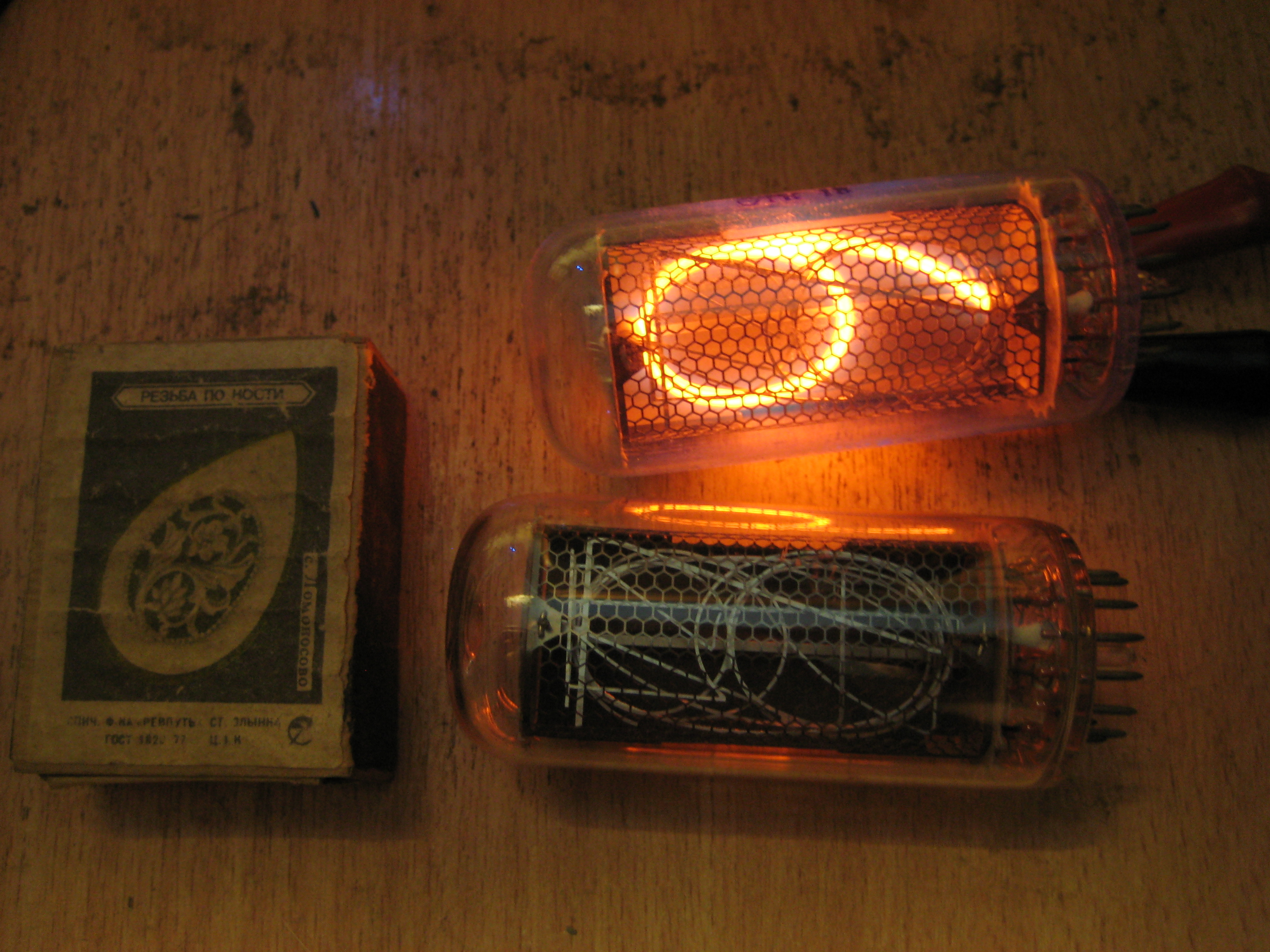
Отечественный газоразрядный индикатор ИН-18

Советские газоразрядные индикаторы представлены большим ассортиментом линейных, знаковых, сегментных и матричных индикаторов. 

Вот далеко не полный перечень этих индикаторов: 

ИН-1 — 10 цифр, оформление баллона — с цоколем, индикация через торец баллона. Особенность — невысокий срок службы 

ИН-2 — 10 цифр, оформление баллона — бесцокольное миниатюрное, индикация через торец баллона, выводы жесткие. Особенность — небольшой размер цифр 

ИН-4 — 10 цифр, оформление баллона — бесцокольное, индикация через торец баллона, выводы жесткие. Особенность — повышенный срок службы, конструктивно лампа содержит два анода, что обеспечивает яркое и равномерное свечение цифр 

ИН-7, ИН-7А, ИН-7Б — спецсимволы, оформление баллона — бесцокольное, индикация через торец баллона, выводы жесткие.
ИН-8 — 10 цифр, оформление баллона — бесцокольное, индикация через боковую поверхность баллона, выводы гибкие.
Специально для управления газоразрядными индикаторами выпускается (есть образцы от 2014 г.) специальная микросхема — высоковольтный дешифратор К155ИД1 (аналог зарубежной SN74141N).

### Линейные индикаторы
Линейные газоразрядые индикаторы делятся на непрерывные с аналоговым управлением и дискретные с цифровым управлением.

#### Непрерывные
Непрерывные линейные газоразрядные индикаторы представлены моделями ИН-9 и ИН-13. В начале XX века в Великобритании существовала наценка на радиоприёмники, размер которой определялся количеством ламп в них. Это сдерживало применение в массовых аппаратах индикаторов настройки типа «магический глаз», поскольку они также считались радиолампами. Для решения этой проблемы был разработан газоразрядный прибор под названием «тюнеон» (модели 3184), который, в отличие от «магического глаза», лампой не считался и наценкой не облагался. Позднее были выпущены и другие приборы с аналогичным принципом действия.
Когда наценку отменили, «тюнеон» был почти забыт даже в Великобритании, однако, затем пережил второе рождение. После начала массового распространения в СССР в конце 1960-х годов полностью полупроводниковой звуковой аппаратуры возникла задача выпуска экономичного по потреблению тока немеханического непрерывного аналогового индикатора для неё. «Магический глаз», имеющий косвенный накал, мало подошёл для использования в такой аппаратуре, поскольку часто его потребляемая мощность оказывалась больше, чем у всех остальных узлов аппарата вместе взятых. Также объём выпуска сверхминиатюрного «магического глаза» прямого накала типа 1Е4А был недостаточен. И вот тогда советские инженеры вспомнили о «тюнеоне». Так появились приборы ИН-9 и ИН-13, разработанные специально для применения в качестве индикаторов исключительно в полностью полупроводниковой аппаратуре, отвечающие требованиям технической эстетики и хорошо согласующиеся с её дизайном.
Они оказались настолько удачными, что выпускались до середины 1990-х годов, и нашли применение в самой различной технике, от вольтметров ЛАТРов до шкал стереофонических УКВ-ЧМ тюнеров «Ласпи», индикаторов уровня в микшерных пультах и терменвоксах и пр. До наших дней дожило значительное количество индикаторов ИН-9 и ИН-13 и аппаратуры с их применением.
Существует и ещё одно, нестандартное, применение индикаторов этих типов: из приборов, включённых «на полную мощность» (чтобы светящийся столб занимал всю длину баллона), составляется самодельный семисегментный индикатор. Табло для спортзалов, работающее на этом принципе, описано в одном из номеров журнала «Радио».

#### Дискретные
Дискретные линейные газоразрядные индикаторы представлены моделями ИН-20 и ИН-26 (с перемещающейся точкой), ИН-31, ИН-33, ИН-34-1, ИН-34-2, ИН-36, ИГТ1-256, ИГТ1-103Р, ИГТ2-103Р (со столбом изменяющейся длины, составленным из точек). Многие дискретные линейные индикаторы, с целью сокращения количества выводов по отношению к количеству делений, снабжены функцией подсчёта импульсов по принципу, мало отличающемуся от принципа действия декатрона.
В наши дни радиолюбители используют индикаторы данного типа, в частности, ИН-33 и ИН-34-1, в самодельных конструкциях.

### Знаковые индикаторы

Индикатор ИН-19В показывает различные знаки

Этот тип газоразрядных индикаторов является, пожалуй, самым известным и узнаваемым. В большинстве случаев, словосочетание «газоразрядный индикатор» применяется именно в их отношении. Также известно, что до начала 1970-х годов в советской технической литературе применительно к таким индикаторам применялся ныне почти забытый термин «цифровая лампа» (по всей видимости, калька с немецкого «Ziffernröhre»).
Знаковые индикаторы представлены моделями со знаками в виде цифр: ИН-1, ИН-2, ИН-4, ИН-8, ИН-8-2, ИН-12А, ИН-12Б, ИН-14, ИН-16, ИН-17, ИН-18, со знаками в виде букв, обозначений физических величин и других специальных символов: ИН-5А, ИН-5Б, ИН-7, ИН7А, ИН-7Б, ИН-15А, ИН-15Б, ИН-19А, ИН-19Б, ИН-19В.
Индикаторы ИН-12 знамениты тем, что устанавливались в электронные весы 1261ВН-3ЦТ «Дина». Применяются они и в других, сохранившихся до наших дней устройствах, в частности, в игровом автомате «Кегельбан», пульте управления рентгеновского аппарата РУМ-20М. Сами индикаторы этого типа дефицита не представляют. Индикаторам ИН-14 повезло больше: сохранилось значительное количество микрокалькуляторов «Электроника-155», «Искра» различных моделей, всякого рода лабораторной измерительной аппаратуры, где применены эти индикаторы. Индикаторы похожие на ИН-1 или ИН-4, применены в автоматах для размена монет, малогабаритные ИН-2 — в автоматах по продаже билетов на пригородные поезда, сведения о сохранившихся экземплярах которых также отсутствуют.
Многоразрядные знаковые газоразрядные индикаторы типа «пандикон» в советской практике распространения не получили.
Основные параметры моделей:
| Тип индикатора | U зажигания, В | U горения, В | Ток, мА | Время запуска, сек. | Темп окр. среды, °С | Долговечность, Часов | Высота символа, мм | Размеры, ШxВxГ мм | Индикация через | Яркость свечения, кд/м2 |
| -------------- | -------------- | ------------ | ------- | ------------------- | ------------------- | -------------------- | ------------------ | ----------------- | --------------- | ----------------------- |
| ИН-1           | ≤ 200          | ≤ 100        | ≤ 2.5   | ≤ 1                 | -60 ... +70         | ≥ 1000               | 17                 | Ø30х50            | купол           | ≥ 100                   |
| ИН-2           | ≤ 200          | ≤ 100        | ≤ 1.5   | ≤ 1                 | -60 ... +70         | ≥ 1000               | 9                  | Ø35х19            | купол           | ≥ 90                    |
| ИН-4           | ≤ 170          | ≤ 160        | ≤ 2.5   | ≤ 1                 | -60 ... +70         | ≥ 1000               | 14                 | Ø31х35            | купол           | ≥ 100                   |
| ИН-5 (Б)       | ≤ 200          | ≤ 170        | ≤ 1.5   | ≤ 1                 | -60 ... +100        | ≥ 1000               | 9 (лат символы)    | Ø19х35            | купол           | ≥ 100                   |
| ИН-7 (А)(Б)    | ≤ 170          | ≤ 160        | ≤ 2.5   | ≤ 1                 | -60 ... +85         | ≥ 1000               | 16 (знаки)         | Ø31х35            | купол           |                         |
| ИН-8 (−2)      | ≤ 170          | ≤ 150        | ≤ 2.5   | ≤ 0.5               | -60 ... +70         | ≥ 5000               | 18                 | Ø19х45            | бок             |                         |
| ИН-12 (Б)      | ≤ 170          | —            | ≤ 2.5   | ≤ 1                 | -60 ... +70         | ≥ 5000               | 18                 | 21x31x28(35)      | купол           | ≥ 100                   |
| ИН-14          | ≤ 170          | —            | ≤ 2.5   | ≤ 1                 | -60 ... +70         | ≥ 5000               | 18                 | Ø19х45            | бок             | ≥ 100                   |
| ИН-15 (Б)      | ≤ 170          | —            | ≤ 2.5   | —                   | -60 ... +70         | ≥ 800                | 18 (знаки)         | 21х31х28          | купол           |                         |
| ИН-16          | ≤ 170          | 115…170      | ≤ 2     | ≤ 1                 | -60 ... +70         | ≥ 5000               | 13                 | Ø13х45            | бок             | ≥ 150                   |
| ИН-17          | ≤ 170          | ≤ 105        | ≤ 1.5   | ≤ 1                 | -60 ... +70         | ≥ 9000               | 9                  | 14х20х22          | купол           | ≥ 100                   |
| ИН-18          | ≥ 200          | ≤ 150        | ≤ 4     | ≤ 1                 | ?                   | ≥ 5000               | 40                 | Ø32x75            | бок             | ≥ 50                    |

### Сегментные индикаторы
Сегментные индикаторы представлены одноразрядным 13-сегментным полноалфавитным ИН-23, многоразрядными 7-сегментными ИГП-17 (16 разрядов), ГИП-11 (11 разрядов). В советской аппаратуре распространения они не получили по причине внедрения многоразрядных ВЛИ, в то время как за рубежом индикаторы этого класса (под товарными знаками «Родан Эльфин» для одноразрядных моделей, «Панаплекс» для плоских многоразрядных, и другими) устанавливались во многие зарубежные микрокалькуляторы. Особенно интересен одноразрядный сегментный индикатор ИТС1, способный одновременно с отображением информации производить её запоминание по принципу тиратрона, что позволяет без применения дополнительных регистров разгрузить вычислительную систему для выполнения задач, отличных от динамической индикации. Индикатор ИТС1 — пожалуй, единственный из сегментных газоразрядных, являющийся зелёным люминофорным.
Известно, что индикаторы ИГП-17 применены в пульте управления рентгеновского аппарата, а также в микро-ЭВМ «Электроника Д3-28». В наши дни любители используют такие индикаторы в самодельных часах.

### Матричные индикаторы
Матричные индикаторы представлены моделями без самосканирования: ГИП-10000, ИГПП-100/100, ИГГ1-64/64, постоянного тока с самосканированием: ИГПС1-222/7, ГИПС-16, ГИПС-32, переменного тока ГИПП-16384, ИГПВ2-384/162, ИППВ-256/256, ИГПВ1-256/256, ИГГ1-512/256, ИГГ2-512/256, ИГГ3-512/256, ИГПВ-512/256, ИГПВ1-512/512, специальными люминофорными различных систем: ИТМ1-А (зелёный), ИТМ2-Л (зелёные), ИТМ-2К (красный), ИТМ-2Ж (жёлтый), ИТМ-2С (синий), ИТМ-2М (многоцветный), ИГВ1-8х5Л (зелёный), ИГПП-16/32 (зелёный), ИГПС1-117/7, ИГПП-32/32 (зелёный), ИГПП2-32/32 (зелёный), ИГГ1-32х32 (зелёный), ИГГ1-256/256Л (зелёный). Также стоит отметить полноцветный ИГГ5-64х64М2.
Все индикаторы серий ИТМ-1, ИТМ-2, а также индикатор ИГВ1-8х5Л по принципу действия аналогичны управляемой неоновой лампе ИН-6: разряд в них зажжён постоянно, но, в зависимости от управляющего напряжения, перескакивает то на индикаторный, то на вспомогательный катод. Управляется каждый пиксель такого индикатора отрицательным напряжением величиной в несколько вольт, подаваемым на индикаторный катод. Электроды расположены таким образом, что когда разряд горит на индикаторном катоде, он хорошо заметен оператору, когда на вспомогательном — нет.
На основе индикатора ГИП-10000 (ИГПП-100/100) выполнены индикаторные модули ИМГ-1 и
МС6205. Эти устройства применяются в системах ЧПУ типа «МАЯК-221», «МАЯК-223», 2М43, КМ43, 2С85, КМ85, программируемых логических контроллерах «ЛОМИКОНТ» Л-110, Л-112, Л-120, Л-122, счётчиках купюр «БАНКНОТА-1». Также они применены в чрезвычайно редкой ПЭВМ «Курсор».
На основе индикатора, близкого по параметрам к ГИПС-16, выполнен индикаторный модуль ИГВ70-16/5х7.
На основе индикатора ИГПВ2-384/162 выполнен индикаторный модуль ИГПВ70-1024/5х7.
Индикатор ИГПВ1-256/256 применяется в осциллографе С9-9 (недоступная ссылка).
За рубежом индикаторы с аналогичным принципом действия до сих пор традиционно применяют в игровых автоматах типа «пинбол». Существует тенденция по замене изношенных индикаторов этого типа на светодиодные.
Однако газоразрядные матричные индикаторы продолжают устанавливаться в новые автоматы и в наши дни. Почти все они — постоянного тока, без самосканирования и запоминания информации. Применяются в этих автоматах и сегментные газоразрядные индикаторы, подобные «панаплексам», но значительно реже.